# Romeo i Julia (film 1964)
Romeo i Julia (wł. Romeo e Giulietta lub Giulietta e Romeo) – włosko-hiszpański dramat filmowy z 1964 roku w reżyserii Riccardo Fredy, zrealizowany na podstawie tragedii pod tym samym tytułem autorstwa Williama Szekspira.
Film kręcono w Ávila, Rascafría, Fuencarral w Hiszpanii oraz w Weronie, Capraroli (Pałac Farnese) i Rzymie we Włoszech.

## Opis fabuły
Dwoje szlachetnie urodzonych nastolatków z Werony – Romeo Montecchi i Giulietta Capuleti – zakochało się w sobie. Czekał ich jednak tragiczny los, bo rodziny od lat pozostawały w nieprzyjaźni. Wzięli ślub, prosząc o pomoc przyjaciela franciszkanina Lorenza. Romeo został zmuszony do wyjazdu z miasta, po tym jak zabił kuzyna swej ukochanej. Julia zostaje zmuszona przez ojca do wyjścia za Parisa. W przeddzień przygotowywanego przez rodziców ślubu Giulietta przyjęła środek usypiający, czyniący z niej jakby martwą. Romeo, widząc Giuliettę martwą, otruł się. Giulietta, znajdując po ocknięciu się ciało Romea, zabija się jego sztyletem.

## Obsada
W filmie wystąpili, m.in.:
- Geronimo Meynier jako Romeo Montecchi
- Rosemary Dexter jako Giulietta Capuleti
- Andrea Bosic jako Capuleti
- Umberto Raho jako brat Lorenzo
- Tony Soler jako piastunka
- Antonella Della Porta jako pani Capuleti
- Carlos Estrada jako Mercuzio
- Franco Balducci jako Benvoglio
- German Grech jako Tebaldo
- José Marco jako conte Paride
- Carlo D'Angelo jako książę Werony
- Mario De Simone jako Pietro
- Antonio Gradoli jako Montecchi
- Elsa Vazzoler jako pani Montecchi
- Bruno Scipioni jako Baldassarre